# Dsjentlmen udatji
Dsjentlmen udatji (russisk: Джентльмены удачи, da.: Lykkens gentlemen) er en sovjetisk kriminalkomediefilm fra 1971 produceret af Mosfilm og af instrueret af Aleksandr Seryj efter manuskript af Georgij Danelija og Viktorija Tokareva.
Filmen var med over 65 millioner solgte billetter den bedst sælgende sovjetiske film i 1972.

## Handling
Tre kriminelle i en af de sovjetiske centralasiatiske republikker stjæler Aleksander den Stores gyldne hjelm, der er fundet ved en arkæologisk udgravning. De kriminelle bliver hurtigt identificeret af politiet. Lederen af ekspeditionen møder i Moskva en person, der ligner en af banditerne på en prik: En hædrværdig leder af en børnehave. Misforståelsen bliver opklaret, men da politiet ikke kan finde den stjålne hjelm, kontakter de børnehavelederen, som bliver sendt til fængslet i Centralasien, hvor han skal agere bandit i forsøget på at overtale de medskyldige i at røbe, hvor hjelmen er skjult.